# 20314 Johnharrison
20314 Johnharrison (1998 FN126) là một tiểu hành tinh vành đai chính được phát hiện ngày 28 tháng 3 năm 1998 bởi J. Broughton ở Reedy Creek Observatory.